# Vegtlust
Vegtlust is een buitenplaats en rijksmonument aan het Oud Over 3 in Loenen aan de Vecht. Het huis uit het begin van de 18e eeuw staat op een de oostelijke oever van de Vecht op een perceel van 0,25 ha. Door de beperkte bouwruimte langs de Vecht waren de kavels van de buitenplaatsen klein en stonden de huizen nogal dicht op elkaar. In 1738 komen Boudewijn Ploos van Amstel en  Geertruij Grim wonen in Vegtlust dat wordt beschreven als: Heerenhuizinge en hofstede genaamd Vegtlust, met getimmerde, bepoting en beplanting, met het land daarachter, groot 15 morgen en 2 roeden waaronder 700 roeden veenland, staande en gelegen in het gerecht Loosdrecht en Loenderveen.
Midden 19de eeuw werd het huis vergroot door Johannes Willem van Reenen. Deze 'verzamelaar' van buitens was eigenaar van vier naast elkaar gelegen buitens: Bijdorp, Vegtlust, Geestesvecht (ook: Schoonoord genoemd ) en Vecht en Dijk. Na de sloop van Schoonoord en Vecht en Dijk en boerderij Almeer werd op het vrijgekomen terrein een park aangelegd. Na de dood van Van Reenen kwam Vegtlust in bezit van Jacob de Kivit en Thomas & Wijnand de Rijk die de bomen in het park lieten kappen en het hout verkochten. In 1928 hield architect en verzamelaar van rijtuigen Petrus Houtzagers er paarden. In 1981 werden in het huis zes appartementen gemaakt.

## Koetshuis en theekoepel
Bij het huis hoorden een theekoepel en een koetshuis en een theekoepel die mogelijk ooit bij Schoonoord hoorde. In de verwilderde overtuin bevindt zich de oorspronkelijke grafkelder van de toenmalige bewoners van Vegtlust, familie Van Reenen (± 1880) 
Mercuriusbeeld
Tot het eind van de Tweede Wereldoorlog stond bij Vegtlust een houten Mercuriusbeeld. Het houten beeld had een staf met twee slangen in de ene hand en een geldbeurs in de opgeheven andere hand. Het Italiaans lijkende beeld uit mogelijk de 16e eeuw van ongeveer 3 meter hoog stond op een twee meter hoge sokkel werd in 1982 gerestaureerd. Ook in villa Vecht en Lommer bevindt zich in het stucplafond boven de vestibule met amandelvormig stucwerkornament van olijftakken een Mercuriuskop uit 1835 als verwijzing naar de god van de handel.

## Bewoners
- ± 1710 Jan Arentsen
- - 1737 Harmen van Broyel
- 1738 - 1758 Boudewijn Ploos van Amstel en zijn echtgenote Geertruij Grim
- 1758 - 1763 Geertruij Grim
- 1763 - 1764 Joannes de Witt
- 1764 Cornelia Maria van der Port, weduwe van Louis Fremijn (koop, f. 13500)
- - 1814 Hendrina Fremijn
- 1814 - 1827 Mr. Gerlach Cornelis Joannes van Reenen
- 1827 - 1852 Mr. Joannes Willem van Reenen
- 1852 - 1864 Catharina Geertruij van Appel, weduwe van voorgaande
- 1869 - 1901 Gerlach Cornelis Joannes van Reenen van Lexmond
- 1901 - 1915 Berber Johanna Petronella Maria Schoon, weduwe van voorgaande
- 1915 - 1920 Jacobus Hendrikus Cornelis van Reenen van Lexmond
- 1920 - 1925 Dr. Wouter Holleman (koop f. 145000)
- 1925 - 1928 Jacob de Kivit, Thomas en Wijnand de Rijk, houthandelaren (koop, f. 54000)
- 1928 - 1944 Petrus Johannes Houtzagers (koop, f. 65000)
- 1944 - 1953 Erven Houtzagers
- 1953 - 1956 Mr. Stephanus Werenfridius van der Meer (koop f. 100000)
- 1956 - Emile Hendrik Klaassens (schrijfmachinefabriek)
- - 1978 de heer Schram (jongenskostschool)
- 1978 - 1981 Fa. van Kooten, aannemersbedrijf
- 1981 opdeling in 6 appartementen